# 眞鍋昭大
眞鍋 昭大（まなべ あきひろ、1988年4月12日 - ）は、日本の作曲家、編曲家。東京都町田市出身。現在、ワンミュージックに所属している。

## 来歴・人物
17歳の頃より作曲家・松尾祐孝に師事。和声やフーガなどの基礎音楽理論を学ぶ。洗足学園音楽大学の音楽・音響デザインコースに進学し、首席で卒業。大学在学中には作曲家・渡辺俊幸にも師事し、ジャズ和声やオーケストレーション、劇伴音楽の作曲方法を学んだ。現在は主にテレビドラマの劇伴作曲家として活動している。

## 作品

### 劇伴

#### ドラマ
2013年
- 松本清張スペシャル『顔』（10月3日、フジテレビ）

2014年
- 天誅〜闇の仕置人〜（1月‐3月、フジテレビ系）※共同：得田真裕
- 極悪がんぼ（4月‐6月、フジテレビ系）※共同：得田真裕、末廣健一郎
- シンデレラデート（11月‐12月、フジテレビ系）※共同：末廣健一郎、得田真裕

2015年
- 上流階級 富久丸百貨店外商部（1月16日、フジテレビ）※共同：笹野芽実、末廣健一郎
- ゴーストライター（1月‐3月、フジテレビ系）※共同：得田真裕、末廣健一郎、笹野芽実
- オトナ女子（10月‐12月、フジテレビ系）※共同：MAYUKO、末廣健一郎

2016年
- 新春ドラマスペシャル『坊っちゃん』（1月3日、フジテレビ系）
- 早子先生、結婚するって本当ですか?（4月‐6月、フジテレビ系）※共同：MAYUKO、末廣健一郎
- HOPE〜期待ゼロの新入社員〜（7月‐9月、フジテレビ系）※共同：MAYUKO
- 潜入捜査アイドル・刑事ダンス（10月-12月、テレビ東京系）
- 私に運命の恋なんてありえないって思ってた（12月20日、フジテレビ系）

2017年
- 新春ドラマスペシャル『君に捧げるエンブレム』（1月3日、フジテレビ系）
- 大貧乏（1月‐3月、フジテレビ系）※共同：末廣健一郎、MAYUKO
- 架空OL日記（4月‐6月、日本テレビ系）
- わにとかげぎす（7月‐9月、TBS系）
- 明日の約束（10月‐12月、フジテレビ系）

2018年
- やれたかも委員会（1月‐3月、Abema TV）／（4月‐6月、TBS系　※共同：ハセガワダイスケ）
- モンテ・クリスト伯 -華麗なる復讐-（4月‐6月、フジテレビ系）
- Jimmy〜アホみたいなホンマの話〜（7月-、Netflix）
- SUITS/スーツ（10月-12月、フジテレビ系）

2019年
- 後妻業（1月‐3月、フジテレビ系）
- 新しい王様（1月・2月‐4月、TBS・Paravi）※共同：得田真裕
- 松本清張スペシャルドラマ『砂の器』（3月28日、フジテレビ）※メインテーマ
- 白衣の戦士!（4月‐6月、日本テレビ系）※共同：菅野祐悟
- ミス・ジコチョー〜天才・天ノ教授の調査ファイル〜（10月‐12月、NHK総合）

2020年
- アライブ がん専門医のカルテ（1月‐3月、フジテレビ系）
- SUITS/スーツ-Season2（4月‐10月、フジテレビ系）
- おじさんはカワイイものがお好き。（8月‐9月、日本テレビ系）
- 姉ちゃんの恋人（10月‐12月、フジテレビ系）

2021年
- カラフラブル〜ジェンダーレス男子に愛されています。〜（4月‐6月、日本テレビ系）
- アンラッキーガール!（10月‐12月、日本テレビ系）※共同：宗形勇輝

2022年
- おいハンサム!!（1月-3月、東海テレビ・フジテレビ）※共同：MAYUKO、宗形勇輝
- カナカナ（5月‐6月、NHK総合）※共同：宗形勇輝
- 雨に消えた向日葵（7月-8月、WOWOW 連続ドラマW）
- PICU 小児集中治療室（10月‐12月、フジテレビ系）

2023年
- 夕暮れに、手をつなぐ（1月-3月、TBS系）
- A2Z（2月-、Amazon Prime Video）
- 合理的にあり得ない 上水流涼子の解明（4月‐6月、フジテレビ系）
- ばらかもん（7月‐9月、フジテレビ系）※共同：宗形勇輝
- あたりのキッチン!（10月‐12月、東海テレビ系）共同：MAYUKO

2024年
- リビングの松永さん（1月-3月、フジテレビ系）※共同：畑添美菜
- おいハンサム!!2（4月-5月、東海テレビ・フジテレビ）※共同：MAYUKO、宗形勇輝
- PICU 小児集中治療室 スペシャル 2024（4月13日、フジテレビ）
- 嘘解きレトリック（10月‐12月、フジテレビ）※共同：菅野祐悟

2025年
- ホンノウスイッチ（1月-3月、テレビ朝日系）
- 彼女がそれも愛と呼ぶなら（4月-6月、読売テレビ・日本テレビ系）

#### 映画
2016年
- 闇金ウシジマくん Part3（9月22日公開）※共同：MAYUKO、末廣健一郎
- 闇金ウシジマくん the final（10月22日公開）※共同：MAYUKO、末廣健一郎

2018年
- ラスト・ホールド（5月12日公開）
- 劇場版『コード・ブルー -ドクターヘリ緊急救命-』（7月27日公開）※共同：得田真裕

2021年
- おとなの事情　スマホをのぞいたら（1月8日公開）
- 地獄の花園（5月21日公開）※共同：宗形勇輝、植田能平

2024年
- 映画『おいハンサム!!』（6月21日公開）※共同：MAYUKO、宗形勇輝

#### アニメ
2018年
- 重神機パンドーラ（4月‐9月、TOKYO MXほか）※共同：得田真裕
- 深夜!天才バカボン（7月‐9月、テレビ東京ほか）※共同：末廣健一郎

2020年
- 虚構推理（1月‐3月、テレビ朝日ほか）

2021年
- セスタス -THE ROMAN FIGHTER-（4月‐6月、フジテレビほか）※共同：得田真裕、植田能平　

2023年
- 虚構推理 Season2（1月‐3月、テレビ朝日ほか）

#### ゲーム
- 仁王2（2020年3月）※共同：菅野祐悟

#### テレビ番組
- おうちサプライズ（2013年4月-2014年4月、日本テレビ）オープニングテーマ
- ガチアジア（2013年4月-2015年7月、NHK）
- スッキリ!!（2016年3月〜2017年9月、日本テレビ系）
- ウイークエンド関西（2016年4月-2018年3月、NHK大阪放送局）
- ほっと関西（2022年4月-、NHK大阪放送局）

#### ラジオ番組
- NHKラジオ第2『高校講座 保健体育』（2013年4月-2016年3月）
- NHKラジオ第2 『まいにちイタリア語応用編 ニッポンを話そう』（2015年1月-）

### 舞台音楽
- ミュージカル『カムイレラ』（2012年）編曲[3]
- 『2015-2016 Concert KinKi Kids』（2015年）音楽提供
- 舞台『ジャニーズ・オールスターズ・アイランド』（2016年）音楽提供
- 舞台『滝沢歌舞伎2018』（2018年）音楽提供
- ミュージカル『プロパガンダ・コクピット』（2019年）編曲[4]
- 舞台『虎者ーNINJAPANー』（2019年）音楽提供
- 舞台『DREAM BOYS』（2019年）音楽提供
- 舞台『Endless SHOCK 20th』（2020年）一部楽曲編曲
- 舞台『Endless SHOCK -Eternal-』（2020年）一部楽曲編曲
- 舞台『オレたち応援屋!! on stage』（2020年）音楽提供
- 『KinKi Kids O正月コンサート2021』（2021年） 「スワンソング」「Glorious Days ~ただ道を探してる」編曲

## 受賞歴
2013年
- サウンドクリエイター・オブ・ザ・イヤー2013 グランプリ[5]